# Nanorana quadranus
Nanorana quadranus é uma espécie de anfíbio anuro da família Dicroglossidae. Está presente na China. A UICN classificou-a como quase ameaçada.